# Zdeněk Flídr
Zdeněk Flídr (České Budějovice, 8 de juny de 1940) és un guionista, director de cinema i productor d'obres audiovisuals txec.

## Vida
El seu pare va ser arrestat i condemnat per alta traïció i espionatge i a la pèrdua de drets civils i propietats. La proposta de pena de mort, degut al canvi en el clima polític després de la mort de Stalin i Klement Gottwald, li fou commutada a presó perpètua, després a vint-i-cinc anys i finalment a cinc.
Després d'acabar l'escolaritat bàsica va ser inclòs en l'anomenat "procés de reeducació per feina" i va ser destinat com a treballador auxiliar de la construcció a Armastav. Però al cap d'un temps va resultar que hi treballava amb un dels darrers grups de soldats PTP i així el van traslladar als Magatzems de Carbó per descarregar vagons. Per la seva edat i condició física, després va treballar com a auxiliar en un magatzem de cotxes.
Quan el clima estalinista va canviar, va poder graduar-se a l'Escola Tècnica Superior, especialitzat en enginyeria elèctrica. Després de treballar durant uns anys en una instal·lació de proves elèctriques a Jáchymov, es va convertir en el líder de l'Associació Juvenil i Club de Bohèmia Occidental més gran i activa. Després d'això, finalment va ser acceptat als Estudis Barrandov, primer com a ajudant de producció, després com a ajudant de direcció. Anys més tard vaig ser assistent de direcció i finalment director.
Posteriorment, va començar a estudiar a distància FAMU - Departament de Producció Documental amb els professors A.F. Šulec i Jiří Lehovec, especialitzant-se en guió i dramatúrgia de la producció documental en els anys 1975 - 1980.

## Carrera professional
- Membre del jurat del Festival Internacional de Mannheim, 1982
- President del jurat del Festival Internacional de Programes de televisió i ràdio de les minories nacionals „Můj rodný kraj“ a Užhorod – Ucraïna, 1982
- des de 2009, director del "Festival Internacional de Pel·lícules Documentals, Programes de Televisió i Ràdio de les Minories Nacional „Můj druhý domov“ a Táboř

## Filmografia
- 1981 – Plaché příběhy – curtmetratge
- 1983 – Všichni mají talent
- 1988 – Moře začíná za vsí
- 1989 – Tichý společník
- 1984 – Bakaláři (TV)
- 1987 – Chodidla (TV)